# Ligusticum lazicum
Ligusticum lazicum là một loài thực vật có hoa trong họ Hoa tán. Loài này được (Boiss. & Balansa) Menitsky mô tả khoa học đầu tiên năm 1991.